# Своеручные записки
«Своеручные записки княгини Натальи Борисовны Долгорукой дочери г. фельдмаршала графа Бориса Петровича Шереметева» — мемуары русской аристократки Наталии Долгоруковой, написанные в 1767 и впервые опубликованные в 1810 году.
Наталия Долгорукова (урождённая Шереметева) написала записки в январе 1767 года, когда готовилась к пострижению в монахини. Она адресовала это произведение своим внукам, детям Михаила Ивановича Долгорукова. Мемуаристка рассказывает о событиях своей юности, 1729—1730 годов: о потере родителей, о помолвке с фаворитом императора Петра II Иваном Долгоруковым, о своём решении не оставлять жениха даже после того, как он оказался в опале вместе со всей семьёй, о пути в ссылку.
«Своеручные записки» были опубликованы в 1810 году в журнале «Друг юношества». Исследователи считают главным их достоинством безыскусность стиля. По словам Дмитрия Мирского, «главная прелесть» этого произведения, «помимо нравственной высоты автора, в совершенной простоте и непритязательной искренности рассказа и в великолепном чистейшем русском языке, каким могла писать только дворянка, жившая до эпохи школьных учителей».

## Издание
- Своеручные записки княгини Натальи Борисовны Долгорукой дочери г. фельдмаршала графа Бориса Петровича Шереметева / Подг. текста, послесл., прим. Е. В. Анисимова. СПб., 1992. — 144 с., ил. — ISBN 5-280-01345-5.